# Maracajá
Maracajá es un municipio brasileño del estado de Santa Catarina. Tiene una población estimada al 2021 de 7461 habitantes.

## Etimología
Maracajá proviene del tupí, y hace referencia al gato salvaje de la región.

## Historia
La colonización de la localidad comenzó en 1920 con la construcción de una línea ferroviaria y la llegada de inmigrantes azorianos y alemanes. Como distrito, era llamada Morretes.
Fue emancipada como municipio el 12 de mayo de 1967, y adoptó el nombre de Maracajá.